# Piramida Mykerinosa

Plan wnętrza piramidy

Piramida Mykerinosa – najmniejsza spośród piramid w Gizie, będąca grobowcem władcy Mykerinosa z IV dynastii z okresu Starego Państwa, którego prawdziwe, egipskie imię brzmiało MenKauRe i znaczyło: „Trwała-jest-moc-Re (boskiej-światłości)”.

## Piramida
| R8 | D21 | O24 |

Neczeri – Boska.
Mierząca pierwotnie 65 metrów wysokości piramida została zbudowana z największych znanych w Gizie bloków kamiennych. Długość boków podstawy wynosi 108 metrów, a kąt nachylenia ścian 51°. Znajduje się w sąsiedztwie piramid Cheopsa i Chefrena. Po południowej stronie piramidy wznoszą się trzy małe piramidki satelitarne.
Do dziś zachowała się tylko część wapiennego pokrycia licowego Piramidy Mykerinosa, które jeszcze w XVI wieku było w stanie nienaruszonym. W znacznej części natomiast zachowało się (na północnym i wschodnim jej boku) pokrycie granitowe, które wznosiło się mniej więcej do 1/3 jej wysokości.
Wejście do wnętrza Piramidy Mykerinosa znajduje się na północnym jej boku, na wysokości około 4 metrów od podłoża. Długi, zstępujący korytarz prowadzi aż pod powierzchnię podłoża, gdzie przechodzi w poziom. Po kilku metrach, za dwiema granitowymi zaporami znajduje się duża komora o wymiarach 10,57 × 3,85 x 4 m wys., a z niej wiedzie następny, tym razem wstępujący korytarz, prowadzący do ślepego zaułka. W pomieszczeniu tym, w niszy po zachodniej stronie, znajduje się sarkofag z wypisanym imieniem władcy. Nie jest to jednak właściwe miejsce jego komory grobowej. Aby do niej dotrzeć należy zagłębić się jeszcze bardziej, poniżej poziomu podłoża. Znajduje się tam sala, której ściany pokryte są w całości granitem. Stał w niej niegdyś bazaltowy sarkofag, który zatonął u wybrzeży Hiszpanii, wraz ze statkiem, którym płynął do Europy. Sarkofag odkryli w 1837 roku brytyjscy badacze John Shae Perring i Howard Vyse. W sarkofagu znajdowały się szczątki drewnianej trumny, a w niej fragmenty szkieletu mężczyzny. Na trumnie widniała inskrypcja: „Ozyrys, Król Górnego i Dolnego Egiptu, Menkaura, żyjący wiecznie...”.
Komorę grobową uzupełnia jeszcze jedno pomieszczenie z 6 niszami w północnej i wschodniej ścianie. Prawdopodobnie znajdowały się tam rytualne przedmioty, mające towarzyszyć królowi w jego „podróży w zaświatach”.
W lutym 2009 tuż obok piramidy, pod 40 cm warstwą piasku znaleziono mierzący 1,5 m posąg siedzącego mężczyzny w peruce, którego wiek szacowany jest na 4000 lat.